# Landouzy-la-Cour
Landouzy-la-Cour település Franciaországban, Aisne megyében. Lakosainak száma 168 fő (2022. január 1.). Landouzy-la-Cour La Bouteille, Harcigny, Landouzy-la-Ville, Origny-en-Thiérache, Plomion, Thenailles és Vervins községekkel határos.

## Népesség
A település népességének változása:
| Lakosok száma | 219  | 169  | 194  | 154  | 179  | 189  | 187  | 190  | 183  | 168  |
|               | 1968 | 1982 | 1990 | 2006 | 2011 | 2016 | 2017 | 2019 | 2020 | 2022 |